# Gisara brewsteri
Gisara brewsteri är en fjärilsart som beskrevs av William Schaus 1928. Gisara brewsteri ingår i släktet Gisara och familjen tandspinnare. Inga underarter finns listade i Catalogue of Life.